# Shine a Light (McFly)
Shine a Light è un singolo del gruppo musicale britannico McFly, pubblicato nel 2010 ed estratto dal loro quinto album in studio Above the Noise. 
Il brano vede la partecipazione del cantante britannico Taio Cruz.

## Tracce
- CD 1 (UK)

1. Shine a Light (featuring Taio Cruz) - 3:39
2. Shine a Light (featuring Taio Cruz) (WestFunk & Steve Smart Remix) - 3:28

- CD 2 (UK)

1. Shine a Light (McFly Solo Version) - 3:55
2. Dynamite (Radio 1 Live Lounge Session) - 3:56
3. I'll Be Your Man (Acoustic Version) - 4:59
4. End of the World (Acoustic Version) - 3:38

## Classifiche
| Classifica (2010) | Posizione raggiunta |
| ----------------- | ------------------- |
| Regno Unito       | 4                   |

## Formazione
- Danny Jones - chitarra, voce, cori
- Tom Fletcher - chitarra, voce, cori
- Harry Judd - batteria, percussioni
- Dougie Poynter - basso
- Taio Cruz - voce, sintetizzatore, tastiera